# Der Schatz vom Toplitzsee
Der Schatz vom Toplitzsee / Schüsse im Morgengrauen ist ein Kriminalfilm von Franz Antel, der 1959 gedreht wurde.
Der Schwarz-weiß-Spielfilm aus dem Jahr 1959 wurde an Originalschauplätzen gedreht. Er zeigt die Suche des  Sternreporters Löhde nach den Geheimnissen der im Toplitzsee bei Kriegsende des Zweiten Weltkrieges von den Nationalsozialisten versenkten Kisten.

## Hintergrund
Im Jahr 1959 hatte Stern-Reporter Wolfgang Löhde im Toplitzsee aus 80 Metern Tiefe 17 Kisten voll gefälschter Pfundnoten und zwei Kisten mit Dokumenten geborgen, die im Rahmen der Aktion Bernhard hergestellt und in den letzten Kriegstagen von einem SS-Kommando hier versenkt worden waren. Regisseur Franz Antel beschloss, dies zu verfilmen und arbeitete während der Dreharbeiten eng mit Löhde zusammen. Da der Film wenig erfolgreich war, wagte sich Antel in der Folge an kein ähnliches Projekt mehr.

## Kritiken
- Lexikon des internationalen Films: „Der übliche Kinostoff vom tüchtigen Reporter, der böse Falschmünzer zur Strecke bringt, in einer zeitkritisch frisierten Abwandlung nach deutscher Illustriertenmanier.“[2]